# Šerpi Kangri
Šerpi Kangri (také Sherpi Kangri) je hora v Pákistánu v pohoří Karákóram vysoká 7 380 m n. m.

## Charakteristika
Šerpi Kangri se nachází ve sporném regionu Kašmír, v oblasti řízené pákistánskou armádou. Ghent Kangri leží pouhých 6 km severovýchodně od Šerpi Kangri a Saltoro Kangri je 9,5 km jihovýchodně.

## Prvovýstup
Prvovýstup se zdařil v roce 1976 japonské expedici. Na vrcholu stanuli T. Inoue a S. Ogata 10. srpna.